# Ernest Richard (vice-amiral)
Pour les articles homonymes, voir Ernest Richard et Richard.
Ernest-Marie-Ferdinand Richard, né le 28 septembre 1843 à Curzon (Vendée) et mort le 7 juin 1916 à Saint-Cyr-en-Talmondais est un amiral français.

## Biographie
Ernest Richard entre à l'École navale le 2 octobre 1860. Aspirant en août 1862 il est affecté au port de Lorient. Il est successivement enseigne de vaisseau en septembre 1866, lieutenant de vaisseau en 1871, capitaine de frégate en 1883, capitaine de vaisseau en 1889, contre-amiral le 16 mars 1897, promu vice-amiral le 19 octobre 1900.
Après avoir participé à l'expédition du Mexique il est chargé de nombreux commandements tout au long de sa carrière mais a aussi eu des missions spécifiques.
Il commande l'aviso à roues « travailleur », (1879), le croiseur "Rigault de Genouily" (1884), l'escadre d'Extrême-Orient (1885), la division navale du Levant (1886), le croiseur Sfax (1891), la division navale de l'océan indien, (1892), la division navale de l'Atlantique (1899), l'escadre d'Extrême-Orient (1905).
Les missions hors commandement comprennent celles de collaborateurs de ministres ou amiraux : officier d'ordonnance du ministre de la marine Jean-Bernard Jauréguiberry (1883), aide de camp du ministre de la marine et des colonies Alexandre Peyron (1884), il est attaché naval à Londres à deux reprises (1888 et 1896-1897), membre du conseil des travaux (1899), président du conseil des travaux du Comité
hydrographique (1903).
Il a près de 48 ans de services lorsqu'il quitte la marine en 1908. Il se retire alors en Vendée et devient maire de sa commune, Saint-Cyr-en-Talmondais. Il est membre de la Société nationale de retraites des vétérans des armées de terre et de mer et, au début de la première guerre, participe au Comité départemental de secours aux blessés, aux prisonniers de guerre, aux réfugiés et aux soldats du front.

## Décorations
Légion d'honneur : chevalier en 1874, officier en 1886, commandeur en 1900
Médaille coloniale agrafe "Cochinchine"